# 白石寺
白石寺位於四川省巴中市通江縣，文物遺址年代判定為清。2012年7月16日公佈為第八批四川省文物保護單位。
白石寺位於四川省巴中市通江縣文勝鄉白石寺村二組，坐西北向東南，原有規模較大，現存前殿和中殿單體建築2棟，間距5.7公尺，分別建於清康熙伍拾伍年（1716）和清乾隆三十五年(1770)，占地面積823.21平方公尺，採取嚴格對稱的軸線佈局，前殿又稱佛爺殿，中殿又稱老君殿，依次排列在軸線上。建築均為穿鬥抬梁式木結構，青瓦屋面，單簷，歇山式頂，四角微翹，簷下設卷棚，辟外回廊，下部為板壁格窗，上都為編壁牆，下築高臺。前殿面闊三間8.83公尺，進深二問6.5公尺，通高8.08公尺，台高1.1公尺，長、寬均10公尺，檩上墨書“清乾隆三十五年歲次庚寅仲夏”年款及工師姓名等。中殿面闊三間14.8公尺，進深三間8.1公尺，通高9.32公尺，台高1.12公尺，長14.8公尺，寬13.7公尺。前後額坊上均施平身科斗拱，部分已毀，現存五組，斗拱皆為五鋪作。檩上墨書“皇清康熙伍拾伍年歲次丙甲正月拾堂大吉良辰監立”及1963年補修年款、工師姓名等文字。裝板、雀替等構件上雕喜鵲鬧梅、魚、折枝花卉、鏤雕纏枝花卉等，梁、柱均彩繪纏枝花卉及雲紋圖案，台基面雕動物圖案。白石寺主體建築用材粗大，工藝精湛，配置得體，風格協調，頗具匠心，對研究清代古建築提供了珍貴的實物資料。